# Scincella kikaapoa
Scincella kikaapoa — вид сцинкоподібних ящірок родини сцинкових (Scincidae). Ендемік Мексики. Описаний у 2010 році.

## Поширення і екологія
Scincella kikaapoa мешкають в районі Куатро-Сьєнеґас в мексиканському штаті Коауїла, на висоті 739 м над рівнем моря. Вони були названі на честь народу кікапу, що населяє цей регіон.